# Elymus tangutorum
Elymus tangutorum är en gräsart som först beskrevs av Sergej Arsenjevitj Nevskij, och fick sitt nu gällande namn av Hand.-mazz. Elymus tangutorum ingår i släktet elmar, och familjen gräs. Inga underarter finns listade i Catalogue of Life.